# Mackerrasomyia zumpti
Mackerrasomyia zumpti är en tvåvingeart som beskrevs av Meillon och Wirth 1979. Mackerrasomyia zumpti ingår i släktet Mackerrasomyia och familjen svidknott.
Artens utbredningsområde är Zimbabwe. Inga underarter finns listade i Catalogue of Life.